# アレックス・マン (ラグビー)
アレックス・マン（Alex Mann、2002年1月6日 - ）は、ウェールズのプロラグビー選手。ユナイテッド・ラグビー・チャンピオンシップのカーディフに所属している。

## 経歴
ウェールズのマーサー・ティドビル生まれ。地元のクラブ、アバーデアRFCでラグビーを始める。
2018年にU18ウェールズ代表に選ばれ、南アフリカ遠征に参加。
2021年および2022年、U20シックス・ネイションズ・チャンピオンシップに出場するU20ウェールズ代表のキャプテンに指名された。
2021–22シーズンに、カーディフのアカデミーチームに選出された。2021–22ヨーロピアンラグビーチャンピオンズカップの第2節、ハーレクインズ戦で交代出場し、カーディフ公式戦デビューを果たした。2024年1月17日には、カーディフとシニア契約を結んだ。
2024年2月3日、ウェールズ代表としてシックス・ネーションズのスコットランド戦で控えから出場し、トライを決め、代表初キャップを得た。